# نوكيا 636
نوكيا 636 هو أحد أجهزة نوكيا، شركة الهواتف والتقنية النقالة. يأتي هذا الجهاز مع شاشة نوعها ذو لون واحد (مونوكروم). تم إصدار هذا الجهاز في 1995. أما بالنسبة لوضعية إنتاجه الحالية فلم يعد يتم إنتاجه. تقنيته/تردده هي أي إم بي إس. جيل الجهاز هو غير معروف. عامل الشكل (التصميم) للجهاز هو "قطعة حلوى.